# 西安居村
西安居村（にしあごむら）は福井県丹生郡にあった村。現在の福井市の南西部、福井市スポーツ公園野球場周辺から西方一帯にあたる。

## 地理
- 山岳 ： 国見岳、金毘羅山、大芝山
- 河川 ： 日野川、志津川

## 歴史
- 1889年（明治22年）4月1日 - 町村制の施行により、更毛村、羽坂村、細坂村、安田村、本堂村、北堀村、恐神村、末村、五太子村、上一光村及び下一光村の区域をもって、西安居村が発足する。
- 1954年（昭和29年）8月1日 - 福井市に編入する。

## 教育施設
明治6年（1876年）の小学校設置法改正時に、泉声小学(本堂村)、観瀾小学校（安田村）、五太子小学校(五太子村)、上一光小学校(上一光村)、鶴鳴小学校(末村)が置かれた。明治14年に泉声校より高尾小学校が分立し、明治20年、泉声、観瀾、鶴鳴、高尾の四校が合併して本堂小学校となり、明治25年には安居尋常小学校と改称し、明治34年に高等科を併置して安居高等尋常小学校となった。